# Laurenz Bösing
Laurenz Bösing (* 5. August 1933 in Haltern-Sythen, südl. Münsterland; † 26. Juli 2024 in Konstanz) war ein deutscher Altphilologe und Bibliothekar. Von 1986 bis 1998 war er Direktor der Universitätsbibliothek Trier.

## Biografie
Laurenz Bösing studierte nach dem Abitur Romanistik, Altphilologie und Philosophie an den Universitäten Münster und Aix-en-Provence. Nach dem Staatsexamen an der Universität Münster übernahm er 1962 einen Lehrauftrag an der Universität Tübingen und promovierte dort 1966 bei Ernst Zinn mit einer Dissertation zum Dr. phil. über den Florusbrief des Horaz. Im Jahr 1967 legte er das zweite Staatsexamen am Bibliothekar-Lehrinstitut in Köln ab.
In den Jahren 1967 und 1968 arbeitete er als Manuscript Cataloguer an der Yale University Library und der Beinecke Rare Book and Manuscript Library (BRBL) in New Haven, Connecticut, USA. Danach wechselte er an die neu gegründete Universität Konstanz. Als Fachreferent für Altertumswissenschaften und Leiter der Katalogabteilung wirkte er am Aufbau einer modernen Literaturversorgung in einer Zentralbibliothek mit. Im Jahr 1986 übernahm er die Leitung der Universitätsbibliothek Trier und war dort bis zu seiner Pensionierung tätig. In seine Amtszeit fiel die Einbindung elektronischer Kataloge, Medien und Datendienste. Mit dem Aufbau der EDV-Abteilung wurde die Universitätsbibliothek ins digitale Zeitalter geführt.
Während seiner Trierer Amtszeit war Laurenz Bösing Geschäftsführer des Landesverbandes Rheinland-Pfalz im deutschen Bibliotheksverband und Vorsitzender des Beirats für das wissenschaftliche Bibliothekswesen in Rheinland-Pfalz.

## Schriften (Auswahl)
- Der Florusbrief des Horaz im Rahmen der Literaturbriefe, Dissertation Universität Tübingen 1966.
- Zur Bedeutung von „renasci“ in der Antike, Museum Helveticum 25, 1968.
- Griechen und Römer im Augustusbrief des Horaz, Konstanzer Universitätsverlag, 1972.
- Eine mittelalterliche Handschrift kehrt nach Konstanz zurück, Konstanzer Blätter für Hochschulfragen 24, 5–16, 1986.
- Konstanz und Trier, Bibliothek aktuell Nr. 79, 2003 (PDF).
- Christoph Weber, Sammlung unitarischer Lebensbilder Bd. 3, 129–142, Hg. Wolfgang Burr.